# Kalaallit Nunaata Radioa
Kalaallit Nunaata Radioa (KNR) ist eine grönländische Rundfunkanstalt mit Sitz in Nuuk.

## Organisation

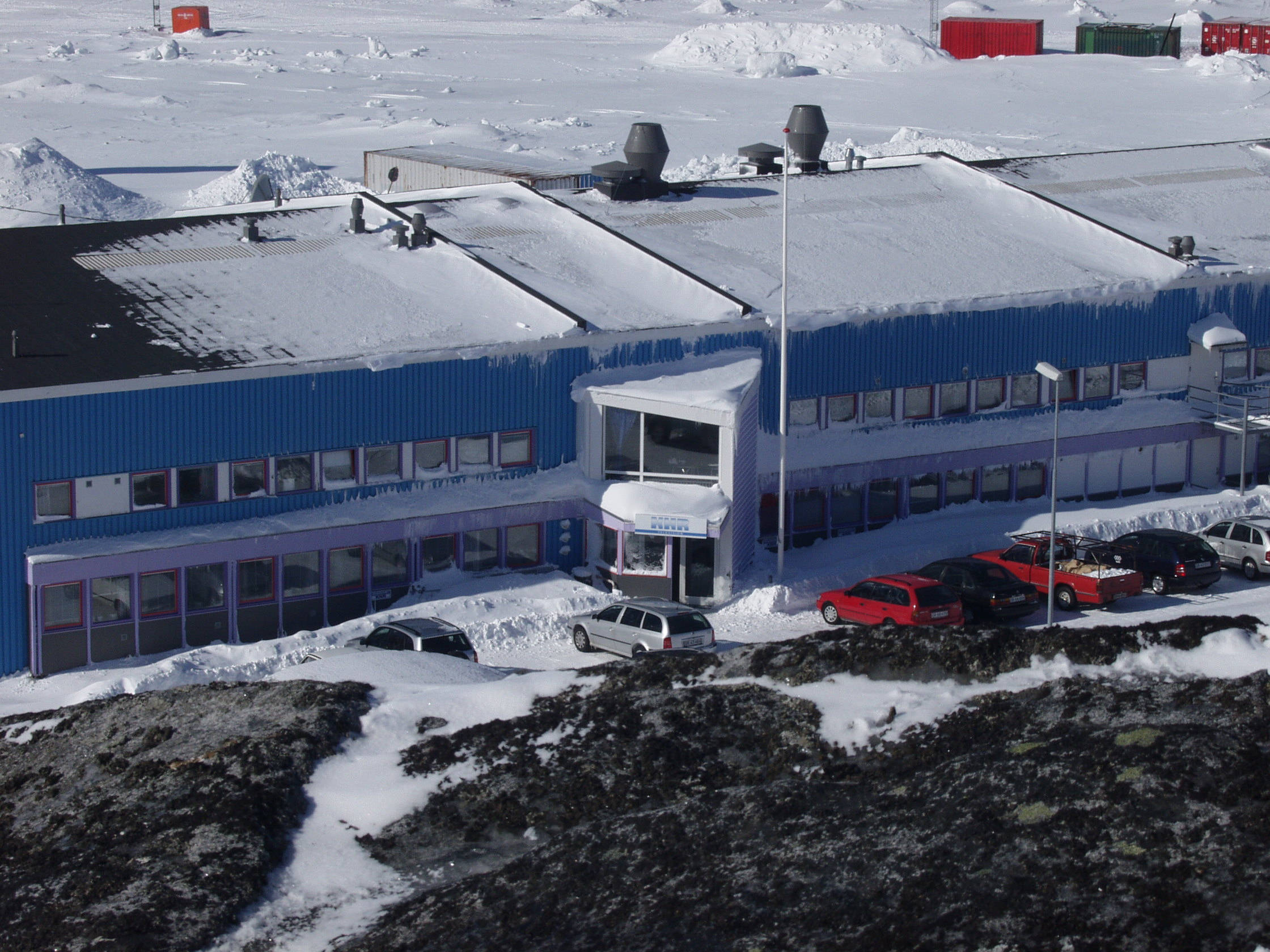
Hauptsitz des Grönländischen Rundfunks in Nuuk (2004)

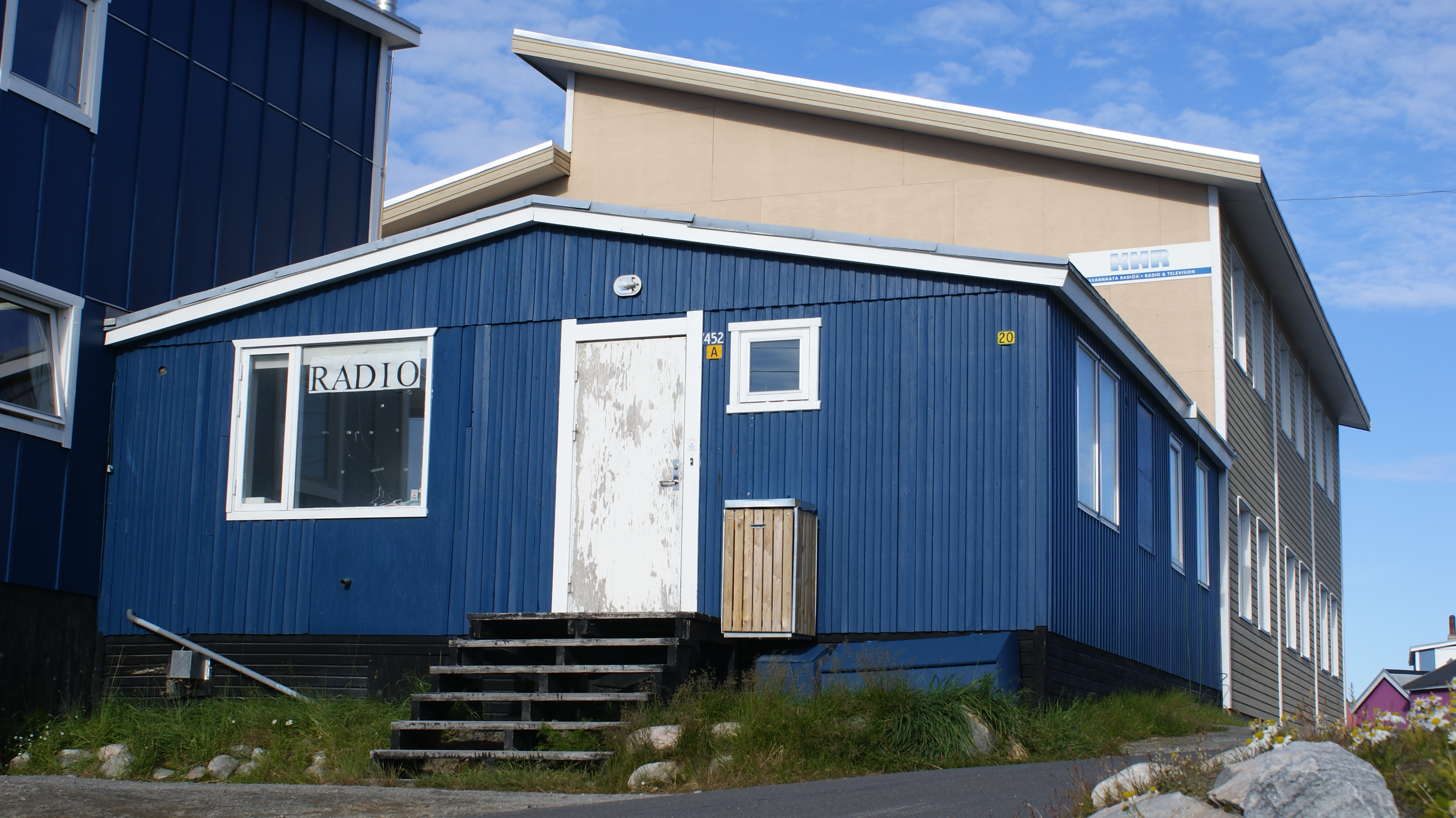
Außenstelle mit Studios in Ilulissat (2010)

Es ist ein unabhängiges staatliches Unternehmen mit rund 100 Angestellten, denen ein Direktor vorsteht. Als Staatsunternehmen wird KNR von einem Aufsichtsrat geleitet, dessen Vorsitzende zurzeit Sofie Sandgreen ist. KNR ist assoziiertes Mitglied der Nordvision, eines Zusammenschlusses staatlicher Rundfunkanstalten in den nordischen Ländern.

## Geschichte

### Gründung des Radiowesens in Grönland
1913 brachte Marius Ib Nyeboe erstmals die Idee auf, eine Telegrafiestation in Grönland zu errichten, aber die Pläne mussten wegen des Ersten Weltkriegs vorerst auf Eis gelegt werden. 1921 reiste Christian X. als erster dänischer König nach Grönland. Auf seinem Schiff wurde ein Sender installiert, durch den es zufällig möglich war, auf der Reise das in Seenot geratene schwedische Schiff Bele zu retten. Anschließend wurde beschlossen, in Grönland Radiostationen zu errichten. Dansk Radio A/S erhielt 1924 die Aufgabe vier Radiostationen in Qaqortoq, Nuuk, Qeqertarsuaq und Tasiilaq aufzubauen, was aber vorerst nicht geschah. Lediglich in Qeqertarsuaq wurde aktiv am Bau einer Radiostation gearbeitet. Die Arbeit wurde vom Fotografen und Ingenieur Julius Galster geleitet. Am 6. September 1925 konnte Hugo Holten Møller von Qeqertarsuaq aus erstmals ein Telegramm aus Grönland senden. Er sendete in den ersten Jahren bis zu eine Dreiviertelstunde pro Tag mit lokalen Nachrichten, Informationen zur Schifffahrt und anderen wichtigen Informationen sowie mit dem Vorlesen von Telegrammen. In Qaqortoq, Ivittuut, Tasiilaq, Ilulissat und Aasiaat wurden Empfänger aufgestellt, und die Meldungen wurden von der Bevölkerung mit großem Interesse verfolgt. Erst am 1. April 1925 war in Dänemark der öffentliche Rundfunk eingeführt worden, aus dem später Danmarks Radio hervorging.

### Die ersten Jahre und der Zweite Weltkrieg
Ab 1928/29 wurde auch von Nuuk aus gesendet und 1931 wurde eine Radiostation in Qaqortoq in Gebrauch genommen. In den Anfangsjahren bestand das Programm lediglich aus einzelnen kurzen Nachrichten. In den 1930er Jahren wurden regelmäßigere Sendungen mit Musik und Erzählungen durchgeführt. Im Zweiten Weltkrieg wuchs das Interesse am Radio, da durch die Besetzung Dänemarks der Kontakt nach Europa abgebrochen war. Hugo Holten Møller stellte Kristoffer Lynge, Chefredakteur der Atuagagdliutit als Radiochef an und auch der dänische Biologe Christian Vibe, der nebenher die Grønlandsposten als erste dänischsprachige grönländische Zeitung herauszugeben begann, wurde ein bedeutender Mitarbeiter. Ab dem 5. Januar 1942 verlagerte sich der Schwerpunkt des Programms von Unterhaltung zu Information und es begann eine neue Epoche des grönländischen Radiowesens.

### Neuerungen in den 1950er Jahren und Gründung von Grønlands Radio
In den 1950er Jahren wurde das Radioprogramm mit einem 1-kW-Mittelwellensender und einem 1-kW-Kurzwellensender, beide 1942 durch Hugo Holten Møller aus den USA von der Radio Corporation of America erworben, von Nuuk aus verbreitet. Durch steigende Störfrequenzen im wachsenden Nuuk verringerte sich die Tonqualität ab den 1950er Jahren, sodass das Programm nur noch zwischen Maniitsoq und Paamiut empfangen werden konnte, weswegen man begann, Qeqertarsuaq als Funkrelaisstation mit einem Langwellensender zu benutzen, was damals in Nordamerika verboten war. 1955 wurde ein neuer Telegrafieverwalter angestellt, der die Praxis verbot, was zu öffentlichem Protest führte. Grønlands Landsråd bat deswegen Grönlandminister Johannes Kjærbøl um die Finanzierung eines verbesserten Sendewesens. Direkt nach der Bewilligung von 5 Millionen Kronen durch die dänische Regierung wurde mit den Arbeiten begonnen. Während in anderen Teilen der Welt das Radioprogramm über Telefonkabel verbreitet wurde, war dies in Ermangelung an solchen in Grönland unmöglich. Deswegen entschied man sich, einen 25-kW-Mittelwellensender auf der Inselgruppe Kitsissut (Kookøerne) zu errichten, von wo aus das Programm zu Relaisstationen nach Qeqertarsuaq und Paamiut gesendet wurde, die es mit 5-kW-Mittelwellensendern weiter verbreiteten. Wegen Verbindungsproblemen konnten Süd-, Ost- und Nordgrönland weiterhin nicht erreicht werden, weswegen man dorthin mit Kurzwellensendern sendete, die aber kein Erfolg wurden.
Bisher war das Radioprogramm noch immer vom Chefredakteur der Atuagagdliutit geleitet worden und keine selbstständige Einheit. Am 1. April 1958 wurde Grønlands Radio offiziell gegründet und Frederik Nielsen als erster Radiochef angestellt. Er wurde unterstützt vom dänischen Studiotechnikleiter Svend Aage Kielmann und den beiden Programmsekretären Hans A. Hansen und Mogens Kilde sowie einigen weiteren dänischen Technikern. Am 21. Juli 1958 wurde das neue Radiogebäude in Nuuk offiziell durch Grönlandminister Kai Lindberg eingeweiht werden.
1969 wurde zur weiteren Verbesserungen der Sendungen ein Versuch mit Ultrakurzwelle und Dezimeterwelle von Nuuk nach Qaqortoq durchgeführt und im selben Jahr wurde ein 10-kW-Mittelwellensender auf der Insel Simiutaq errichtet, durch den Südgrönland deutlich verbesserte Sendungen erhielt. 1976 waren auch bis nach Qeqertarsuaq Dezimeterwellensender aufgebaut worden, die die Qualität weiter verbesserten. In Paamiut, Sisimiut und Kangerlussuaq wurden derweil FM-Sender errichtet, da diese von den Mittelwellensendern kaum erreicht wurden. Noch in den 1970er Jahren war die Sendequalität in Qaanaaq, Upernavik, Uummannaq und Tasiilaq mangelhaft.

### Die Anfänge des grönländischen Fernsehwesens
1965 sendeten Jørgen Benzon und Ole Winstedt auf eigene Initiative erstmals eine Fernsehsendung in Grönland. Kurze Zeit später erhielten sie jedoch ein Sendeverbot von den dänischen Behörden, da das Senden von TV-Programmen ohne Genehmigung verboten war. Daraufhin wurde ein Antrag beim Grönlandministerium gestellt, der aber abgelehnt wurde. Im Mai 1966 gründeten beide einen Verein, um die Gründung des Fernsehwesens voranzutreiben. Als erstes baten sie Danmarks Radio darum, deren Fernsehprogramm in Grönland ausstrahlen zu dürfen, aber im August 1966 erhielten sie die Antwort, dass dies gesetzlich nicht möglich sei. Die Pläne wurden daraufhin beiseitegelegt. Erst im Herbst 1968 äußerte der neugewählte Grönlandminister Arnold Christian Normann Interesse an der Verbreitung des Fernsehens in Grönland, woraufhin Ole Winstedt erneut um eine Genehmigung bat. Der Minister gab die Erlaubnis, erklärte aber, dass Winstedt sich selbst um die Vermeidung möglicher Urheberrechtsverletzungen kümmern sollte. Ein befreundeter Jurist hatte verraten, dass es vermutlich Jahre dauern würde, bis man von illegalem Mitschneiden dänischer Programme erfahren würde, sodass Winstedt begann illegal zu senden. Anfangs gab es vermehrt technische Probleme, aber keine Techniker, die sich dieser annehmen konnten. Im Dezember 1969 waren alle technischen Startschwierigkeiten behoben und trotz der bekannten Urheberrechtsprobleme beschwerte sich niemand, sodass am 1. Januar 1970 die erste offizielle Sendung verbreitet wurde, allerdings gab es nur einen Zuschauer. Das Interesse stieg jedoch stark, Ende 1970 gab es 300 Empfänger und im Jahr darauf bereits 600. 1971 gründete das dänische Kulturministerium einen Fernsehausschuss, um ein Konzept für ein landesweites Fernsehprogramm zu entwickeln. Ab Ende 1972 wurde das Farbfernsehen eingeführt und zugleich war die Anzahl der Empfänger auf 900 gestiegen und 1976 waren es bereits 1600.

### Geschichte seit den 1980er Jahren

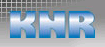
Altes Logo von KNR (bis Mitte 2009)

Nachdem man die Urheberrechtsverletzungen jahrelang ignoriert hatte, beschwerte sich Danmarks Radio 1980 bei der grönländischen Regierung und forderte ein Beenden der bisherigen illegalen Praxis. 1981 strich der Sender seinen dänischen Namen Grønlands Radio und firmiert seither nur noch unter dem grönländischen Namen Kalaallit Nunaata Radioa. Zugleich wurde ein Kooperationsvertrag mit Danmarks Radio unterzeichnet, womit die Urheberrechtprobleme endeten. Am 1. November 1982 begann KNR mit der staatlichen Verbreitung eines Fernsehprogramms in Grönland. Das Programm bestand zum jedoch im ersten Jahr zu etwa 95 % aus dem Programm von Danmarks Radio, während 5 % grönländische Eigenproduktionen waren.
1981 wurde das staatliche grönländische Regionalradio eingeführt, als KNR-Avannaa für Nordgrönland gegründet wurde. 1984 folgte Kujataata Radioa für Südgrönland. 1996 wurde mit knr.gl eine der ersten grönländischen Internetseiten gegründet. 2005 wurde ein neues Sendehaus in Nuuk eingeweiht. 2007 wurde das gesamte Radio- und Fernsehprogramm digitalisiert.

Logo von KNR anlässlich des 50. Jubiläums am 21. Juli 2008

Im Juli 2008 beging KNR sein 50-jähriges Jubiläum mit einer reichhaltigen Dokumentation im Internet und mit historischen Sendebeiträgen im Hörfunk. Das derzeit für KNR geltende Rundfunkgesetz stammt aus dem Jahr 2014. Anfang 2015 kaufte KNR den 2013 in Nuuk gestarteten privaten Lokalsender Voice of Greenland, um ihn in ein Jugendprogramm umzuwandeln. Das im März 2015 in KNR Voice umbenannte Programm musste jedoch bereits im Herbst desselben Jahres aus rechtlichen, politischen und wirtschaftlichen Gründen wieder schließen.

## Programm
KNR betreibt ein landesweites Fernsehprogramm und ein Radioprogramm. Dieses ist größtenteils eigenproduziert, während ein kleiner Teil der Sendungen bei anderen Anbietern in Grönland gekauft wird. Noch bis vor wenigen Jahren bestand das Programm vor allem aus aufgekauften Sendungen von Danmarks Radio.

### Radioprogramm
Von 6:30 bis 19 Uhr wird live gesendet, während nachts Wiederholungen gesendet werden. Es werden ein Kinderprogramm und ein Jugendprogramm gesendet. Dazu kommen Sendungen zu Kunst und Kultur, Sport, Bildung, Gesundheit sowie zu aktuellen Themen. Es werden täglich zwei bis sieben Radionachrichten gesendet. Der größte Teil des Programms ist grönländischsprachig, dazu kommt ein kleiner dänischsprachiger Teil.

### Fernsehprogramm
KNR produziert auch den größten Teil seines Fernsehprogramms selbst. Auch hier besteht das Programm aus Sendungen für Kinder und Jugendliche, sowie zu den Themen Kunst und Kultur, Sport, Bildung, Gesundheit und zu aktuellen Themen. Die Fernsehnachrichten bestehen aus der Nachrichtensendung Qanorooq (etwa „Was wird gesagt?“). Ein Teil der Sendungen zu politischen Themen oder Nachrichten verfügt über dänische Untertitel oder Übersetzungen.

## Verbreitung
Terrestrisch wird das Fernsehen (KNR1 und KNR2) seit 2012 nur noch digital verbreitet. Für den Hörfunk gibt es drei Mittelwellensender in Qeqertarsuaq, Nuuk und auf der Insel Simiutaq bei Qaqortoq sowie rund 50 UKW-Sender, je einer für die meisten Orte. Außerdem läuft das KNR-Hörfunkprogramm über den Tonträger des Fernsehsenders KNR2, wenn dieser kein eigenes Programm ausstrahlt.
Im Internet werden die drei KNR-Programme als Live-Streams angeboten.
Die Wochenendausgabe der Fernsehnachrichtensendung Qanorooq ist sonntags unter dem Titel Nyheder fra Grønland auch im dänischen Fernsehprogramm DR2 zu sehen.

## Intendanten/Direktoren
- 1958–1969: Frederik Nielsen
- 1969–1974: Jørgen Chemnitz
- 1974–1979: Finn Lynge
- 1980–1988: Peter Frederik Rosing
- 1988–1991: Hans A. Hansen
- 1991–1997: Jens Lyberth
- 1997–1998: Jørn Berglund Nielsen
- 1998–2001: Peter Frederik Rosing
- 2002–2008: Lars Lennert-Sandgreen
- 2009–2013: Ivalo Egede
- 2013–2015: Søren Lennert Mortensen
- 2015–2016: Jacob Abelsen
- 2016–2023: Karl Henrik Simonsen
- 2023–2025: Annga Lynge
- seit 2025: Hans Peter Poulsen